# Eisenbahnunfall von Starogard Gdański
Bei dem Eisenbahnunfall von Starogard Gdański entgleiste am 1. Mai 1925 der D 4 von Eydtkuhnen nach Berlin-Charlottenburg zwischen Swarożyn und Preußisch Stargard auf polnischem Hoheitsgebiet. 29 Menschen starben.

## Ausgangslage
Der D 4 war ein Zug des Korridorverkehrs zwischen der Exklave Ostpreußen und dem Hauptgebiet des Deutschen Reichs.

## Unfallhergang
Der D 4 entgleiste und ein Teil des Zuges stürzte eine etwa 8 Meter hohe Böschung hinab. Der Unfallhergang blieb ungeklärt:
Die polnische Seite behauptete, die Entgleisung sei Folge eines Anschlags gewesen. Nach den geltenden Regelungen haftete die polnische Eisenbahn bei höherer Gewalt nicht – und dazu zählten Anschläge auf Bahnanlagen. Die polnische Seite konnte den behaupteten Anschlag aber nie beweisen – so wurde beispielsweise ein Täter nie dingfest gemacht.
Die deutsche Seite behauptete dagegen, der Zug sei wegen Mängeln am Oberbau entgleist, konnte das aber auch nicht beweisen. Deutschland beantragte beim Danziger Ständigen Schiedsgericht eine Besichtigung der Unfallstelle. Diese fand am 12. Mai 1925 statt und ergab im Wesentlichen einen einwandfreien Zustand des Streckenabschnitts.

## Folgen
29 Tote, 10 Schwer- und 23 Leichtverletzte waren die Folge der Entgleisung.